# نصب باكي أونيل
نصب باكي أونيل (بالإنجليزية: Bucky O’neill Monument)‏ يعرف أيضاً بنصب راف رايدر Rough Rider Monument، من أعمال سولون بورغلوم، وهو تمثال فروسي لباكي أونيل، تكريماً لذكرى الرجال الذين خدموا الولايات المتحدة خلال الحرب الإسبانية الأمريكية في عام 1898.
يوجد في ميدان كورتهاوس بلازا في مدينة بريسكوت في ولاية أريزونا. دشن في 3 يوليو 1907 وأعيد تدشينه في 3 يوليو 1998. 